# Śródmieście (Luboń)
Śródmieście – osiedle mieszkaniowe w Luboniu, określane mianem nowego centrum miasta, powstające na wolnych terenach (dotychczas polach uprawnych) w starej części Lubonia, będącej jednocześnie jego geograficznym środkiem.
Nowe osiedle zajmować ma docelowo powierzchnię mniej więcej stu hektarów i zasiedlone zostanie przez około 5 tysięcy mieszkańców. W miejscowym planie zagospodarowania przestrzennego przewidziano tu budowę placu wraz z miejskim ratuszem, hotelu, obiektów sportowych i rekreacyjnych, parków oraz szeregu pomieszczeń (w części parterowej budynków mieszkalnych) przeznaczonych na handel i usługi. Systematycznie budowana jest natomiast infrastruktura nowego śródmieścia: ulice, kanalizacja sanitarna i deszczowa, wodociągi, gazociąg, sieć energetyczna, telefoniczna i telewizji kablowej. Podobnie jak inne lubońskie osiedla, również nowe centrum obsługiwane będzie przez poznańską Telewizję Kablową Tesat, która zapewnia także dostęp do lokalnych łączy internetowych. W 2016 i 2017 roku zostały wybudowane ulica Wschodnia i Aleja Jana Pawła II, a następnie poprowadzono tędy linie autobusowe 614 i 690.
Śródmieście w zamierzeniu ma być najatrakcyjniejszą częścią miasta, przyjazną i nowoczesną, służącą wszystkim mieszkańcom i przyciągającą nowych inwestorów.